# Nilea indistincta
Nilea indistincta là một loài ruồi trong họ Tachinidae.